# あさの
あさの（1990年12月11日 - ）は、日本の漫画家。東京都在住。

## 作品リスト
- 麻宮さんの妹（芳文社『まんがタイムきららフォワード』2011年2月号 - 2013年1月号）単行本全3巻
- 花と嘘とマコト（秋田書店『Champion タップ!』2014年6月 - 完結）
- 少女Ａの悲劇（原作：中村力斗、マンガボックスコミックス、講談社、2017年） 単行本全2巻
- BNA ビー・エヌ・エー（原作：『BNA ビー・エヌ・エー』、『となりのヤングジャンプ』、集英社、2020年 - 2022年）単行本全1巻